# Conjectura glabella
Conjectura glabella är en snäckart som först beskrevs av R. Murdoch 1908.  Conjectura glabella ingår i släktet Conjectura och familjen Vitrinellidae. Inga underarter finns listade i Catalogue of Life.